# Nobre Fibra Car
Nobre Fibra Car Ltda. war ein brasilianischer Hersteller von Automobilen.

## Unternehmensgeschichte
Das Unternehmen wurde in den 1980er Jahren in São Paulo gegründet. 1984 begann die Produktion von Karosserien und Automobilen. Der Markenname lautete Nobre. Ende der 1980er Jahre endete die Produktion.

## Fahrzeuge
Zunächst entstanden Umbauten von Pick-ups von Chevrolet und Ford. Dazu zählten insbesondere Doppelkabinen, aber auch Änderungen an Kühlergrill und Scheinwerfern.
Unter dem Namen Alpini G 59 Grand Prix wurde im März 1986 ein offener Zweisitzer im Stil der 1920er Jahre auf einer Automobilausstellung präsentiert, der vom Bugatti Type 59 inspiriert war. Auf das ungekürzte Fahrgestell eines VW Brasília wurde eine Karosserie aus Fiberglas montiert. Ein luftgekühlter Vierzylinder-Boxermotor von Volkswagen do Brasil mit 1600 cm³ Hubraum im Heck trieb die Hinterräder an. Dieses Modell wurde bis zum Ende des Jahrzehnts in kleinen Stückzahlen hergestellt.